# Shen Junru

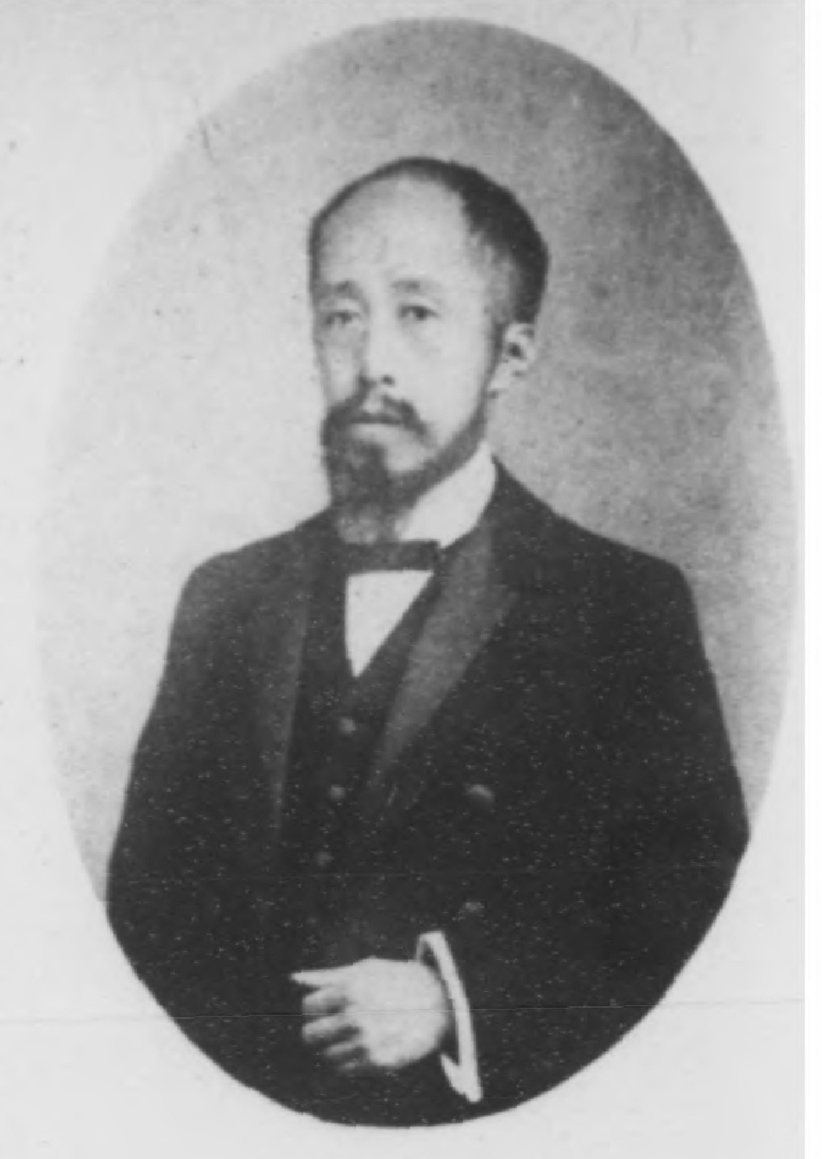
Shen Junru (1949)

Shen Junru (chinesisch 沈钧儒, Pinyin Shěn Jūnrú, W.-G. Shen Chünju; * 2. Januar 1875 in Suzhou, Jiangsu; † 11. Juni 1963) war ein Politiker in der Volksrepublik China.

## Leben
Nach der Gründung der Volksrepublik China am 1. Oktober 1949 wurde Shen Junru Vize-Vorsitzender des Nationalkomitees der Politischen Konsultativkonferenz des chinesischen Volkes und bekleidete diese Funktion bis zu seinem Tode. 1949 wurde er außerdem erster Präsident des Obersten Volksgerichtshofs der Volksrepublik China und verblieb in dieser Funktion bis zu seiner Ablösung durch Dong Biwu 1954. Danach war er von 1954 bis zu seinem Tod auch Vize-Vorsitzender des Ständigen Ausschusses des Nationalen Volkskongresses. Als Nachfolger von Zhang Lan wurde er 1955 zudem Vorsitzender der Demokratischen Liga Chinas, einer von acht neben der Kommunistischen Partei Chinas weiteren zugelassenen politischen Parteien in der Volksrepublik China. Auch diese Funktion übte er bis zu seinem Tode 1963 aus, woraufhin Yang Mingxuan sein Nachfolger wurde.

## Weblink
- Eintrag in China Vitae

| Personendaten    | Personendaten          |
| ---------------- | ---------------------- |
| NAME             | Shen, Junru            |
| KURZBESCHREIBUNG | chinesischer Politiker |
| GEBURTSDATUM     | 2. Januar 1875         |
| GEBURTSORT       | Suzhou, Jiangsu        |
| STERBEDATUM      | 11. Juni 1963          |